# نولان روثاني
نولان روثاني (الاسم العلمي:Nolana salsoloides) هو نوع نباتي يتبع جنس النولان من فصيلة الباذنجانية.